# 행정지도
행정지도(行政指導)는 일정한 행정목적을 달성하기 위하여 상대방인 국민에게 임의적인 협력을 요청하는 비권력적 사실행위를 말한다. 개별법령상으로는 지도, 권고 등으로 불리기도 한다. 행정지도는 비정식적 행정작용의 일종이다. 행정지도의 종류는 다음과 같다.

## 종류

### 법령의 근거에 의한 분류
- 법령의 직접적 근거에 의한 행정지도
- 법령의 간접적 근거에 의한 행정지도
- 법령에 근거가 없는 행정지도

### 기능에 의한 분류
- 규제적 행정지도
- 조정적 행정지도
- 조성적 행정지도

## 구분
행정지도는 일정한 법적 효과의 발생을 목적으로 하는 의사표시가 아니고 상대방의 임의적인 협력을 통해 사실상의 효과를 기대하는 사실행위라는 점에서 행정행위와 공법상 계약 등의 법적 행위와 구분된다.

## 종류
1. 법규상 지도, 비법규상 지도
2. 규제적 지도, 조정적 지도, 조성적 지도
3. 행정주체, 행정기관에 대한 지도와 사인에 대한 지도

## 법적근거
조직법적 근거
작용법적 근거

## 행정지도실명제
행정지도를 행하는 자는 그 상대방에게 당해 행정지도의 취지 내용 및 신분을 밝혀야 하는데 이를 행정지도실명제라고 한다.

## 한계
그 목적달성에 필요한 최소한도에 그쳐야 하며, 행정지도의 상대방의 의사에 반하여 부당하게 강요하여서는 아니 된다. 행정기관은 행정지도의 상대방이 행정지도에 따르지 아니하였다는 것을 이유로 불이익한 조치를 하여서는 아니 된다.

## 예
물가안정을 위하여 관련 사업자들에게 목욕요금이나 이발요금을 올리지 말라고 권유하거나, 여름철 건강을 위하여 국민들에게 일정음식물의 섭취를 자제토록 권유하는 행위 등이 한 예이다.

## 판례
- 행정지도가 말로 이루어지는 경우에 상대방이 행정지도의 취지 및 내용, 행정지도를 하는 자의 신분을 적은 서면의 교부를 요구하면 그 행정지도를 하는 자는 직무 수행에 특별한 지장이 없으면 이를 교부하여야 한다.[5]
- 행정기관이 동일한 행정목적을 실현하기 위하여 다수인에게 행정지도를 하려는 경우 특별한 사정이 없으면 행정지도에 공통되는 내용을 공표하여야 한다.[6]
- 주주가 주식매각의 종용을 거부한다는 의사를 명백하게 표시하였음에도 불구하고, 집요하게 위협적인 언동을 함으로써 그 매각을 강요하였다면 이는 위법한 강박행위에 해당한다고 하지 않을 수 없다 하여, 정부의 재무부 이재국장 등이 국제그룹 정리방안에 따라 신한투자금융주식회사의 주식을 주식회사 제일은행에게 매각하도록 종용한 행위가 행정지도에 해당되어 위법성이 조각된다는 주장을 받아들일 수 없다.[7]
- 행정지도는 법에 어긋나는 것으로서 그와 같은 행정지도나 관행에 따라 허위신고행위에 이르렀다고 하여도 이것만 가지고서는 그 범법위가 정당화될 수 없다[8]
- 강제성을 띠지 않은 비권력적 작용으로서 행정지도의 한계를 일탈하지 아니하였다면 손해배상책임이 없다[9]
- 학칙시정요구는 행정지도의 일종이지만, 그에 따르지 않을 경우 일정한 불이익조치를 예정하고 있어 단순한 행정지도로서의 한계를 넘어 규제적, 구속적 성격을 상당히 강하게 갖는 것으로서 헌법소원의 대상이 되는 공권력의 행사라고 볼 수 있다[10]
- 재무부장관이 대통령의 지시에 따라 정해진 정부의 방침을 행정지라는 방법으로 금융기관에 전달함에 있어 실제에 있어서는 통상의 행정지도의 방법과는 달리 사실상 지시하는 방법으로 행한 경우에 그것이 헌법상의 법치주의원리, 시장경제의 원리에 반하게 되는 것일 뿐이다[11]

## 같이 보기
- 개별유권해석제도
- 백서